# HD218994
HD218994 — подвійна зоря. 
Ця подвійна система має видиму зоряну величину в смузі V приблизно 9,1.
Вона розташована на відстані близько 896,0 світлових років від Сонця.

## Подвійна зоря
Головна зоря цієї системи належить до хімічно пекулярних зір й має спектральний клас A3.
В той же час спектральний клас іншої компоненти залишається  ще не визначеним.